# Sayer-Nunatak
Der Sayer-Nunatak ist ein 200 m (nach Angaben des UK Antarctic Place-Names Committee 210 m) hoher Nunatak auf der Livingston-Insel im Archipel der Südlichen Shetlandinseln. Er ragt südlich des Williams Point auf.
Erste Luftaufnahmen entstanden zwischen 1956 und 1957 bei der Falkland Islands and Dependencies Aerial Survey Expedition. Wissenschaftler des British Antarctic Survey erkundeten ihn geologisch zwischen 1975 und 1976. Das UK Antarctic Place-Names Committee benannte ihn 1978 nach Kapitän Sayer, Schiffsführer der Brigg General Scott aus Sag Harbor, New York, die zwischen 1821 und 1822 zur Robbenjagd in den Gewässern um die Südlichen Shetlandinseln operierte.